# Manon Audinet
Pour les articles homonymes, voir Audinet.
Manon Audinet, née le 12 février 1992 à La Rochelle, est une skipper française.

## Carrière
Manon Audinet est médaillée d'argent avec Moana Vaireaux aux Championnats d'Europe de Nacra 17 en 2013 sur le lac de Côme et en 2020 avec Quentin Delapierre sur le lac Attersee.
Elle participe avec Quentin Delapierre aux Jeux olympiques d'été de Tokyo en 2021, terminant 8e sur 20 de l'épreuve mixte de Nacra 17.

## Décoration
- Chevalier de l'ordre du Mérite maritime (2025)[4]